# Marrowbone Lane

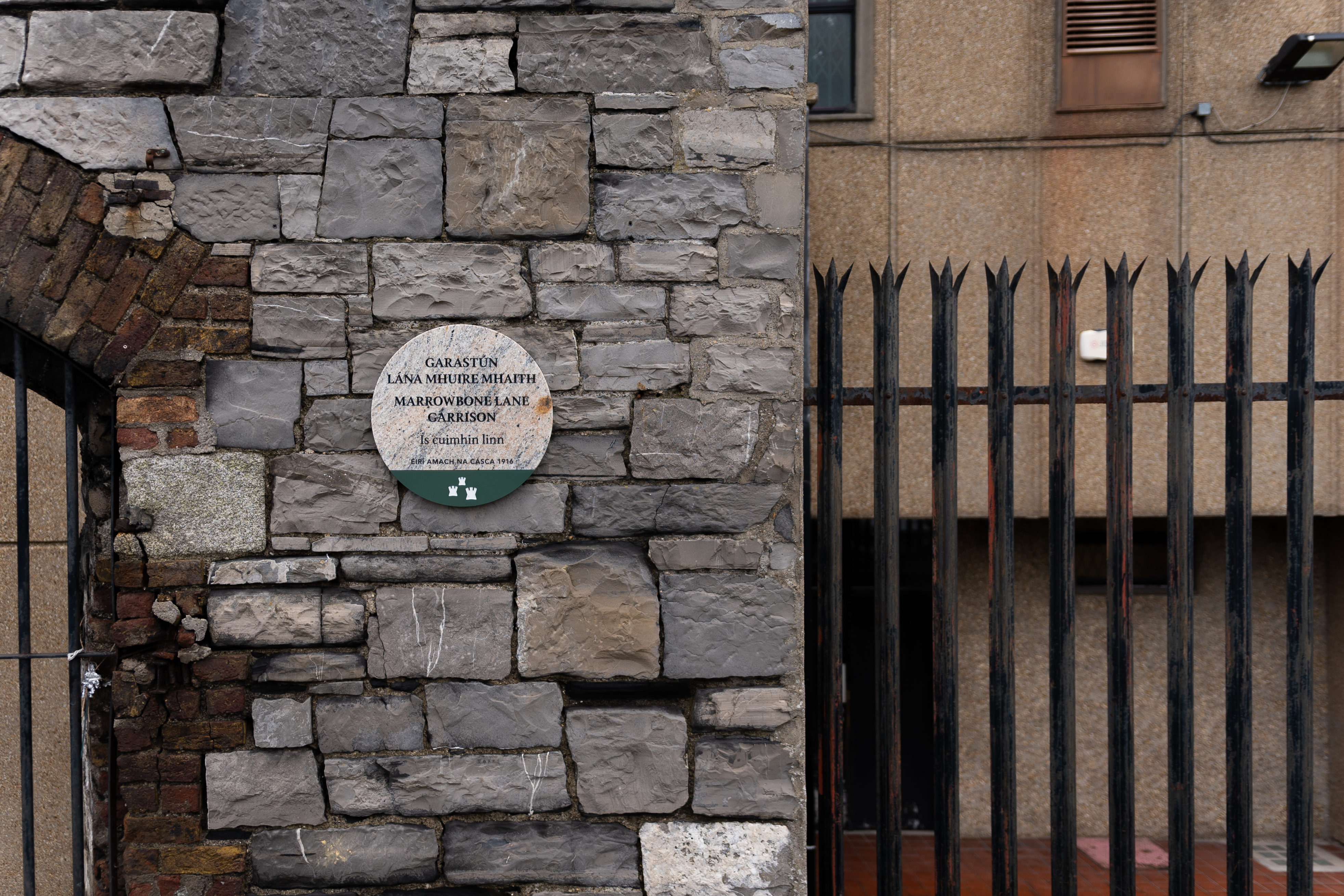
Placa commemorativa de l'alçament de Pasqua de 1916.

Marrowbone Lane (En irlandès Lána Mhuire Mhaith) és un carrer que surt de Cork Street, a Dublín (Irlanda). El nom prové d'una corrupció de St. Mary Le Bone; no obstant, és conegut com a Marrowbone Lane ja des del 1743.
Aquest carrer és conegut principalment pels violents combats que hi van tenir lloc en el transcurs de l'alçament de Pasqua del 1916. La destil·leria del carrer va ser utilitzat com a punt defensiu per una força de més de cent rebels, sota comandament d'Éamonn Ceannt, la qual també defensava la South Dublin Union. Ceannt, posteriorment, seria executat per les autoritats britàniques per la seva participació en la revolta. El seu lloctinent, Cathal Brugha, juntament amb altres homes sota les seves ordres, com ara W. T. Cosgrave, Joseph McGrath o Dennis O'Brien, posteriorment serien alguns dels líders del moviment independentista irlandès.
Quan es descriu les activitats d'aquest grup, s'utilitzen indistintament els termes "combat a Marrowbone Lane" i "combat a South Dublin Union".
El 1939, Robert Collis va escriure l'obra Marrowbone Lane.